# Fontaine les Lions

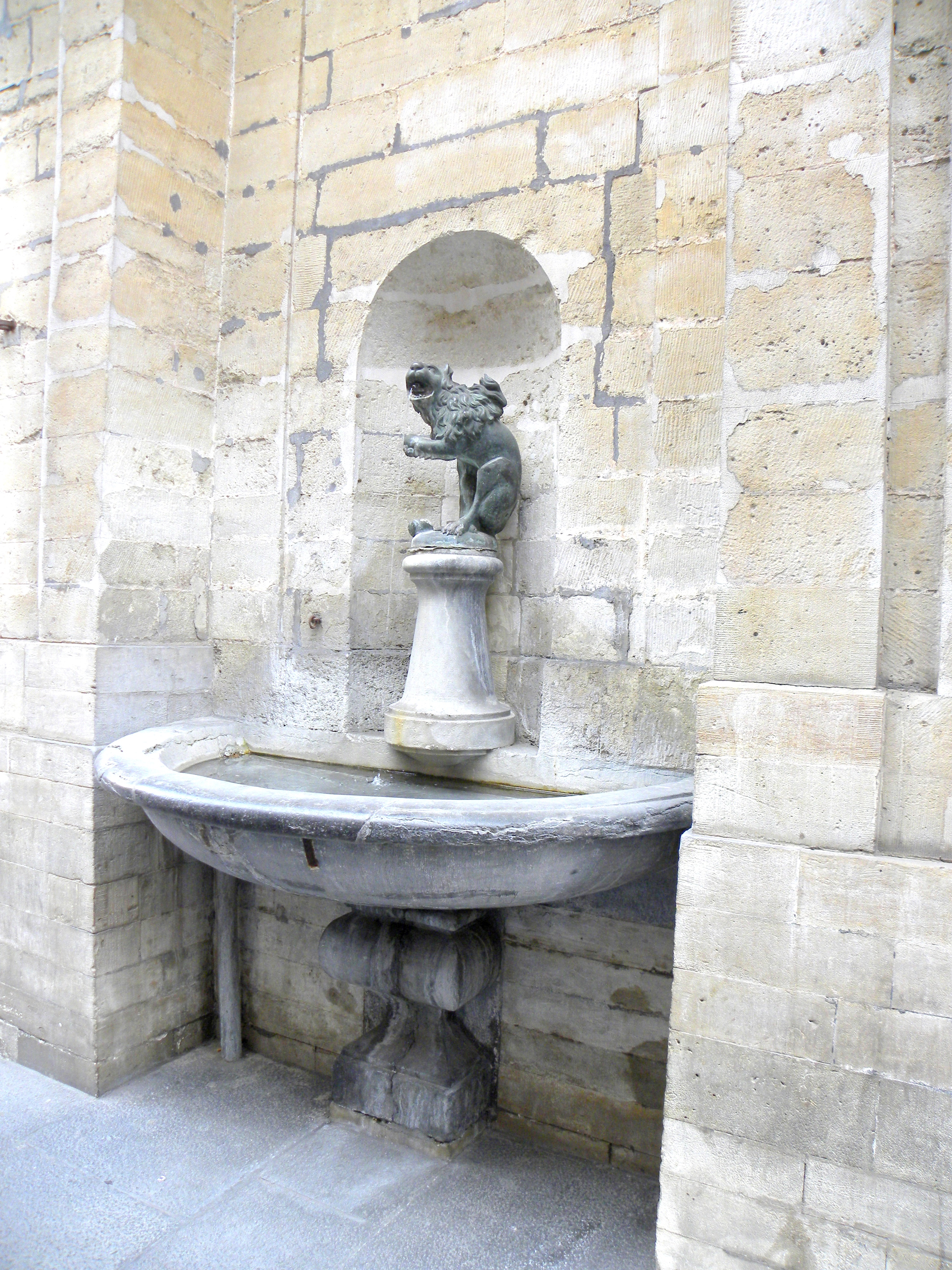
Sculpture de la Fontaine "Les Lions"

La Fontaine les Lions située en Belgique, consiste en réalité en deux fontaines distinctes représentant chacune un lion.
Ce sont des fontaines d'eau potable, à haut débit. Elles sont situées dans la rue de l'Amigo à Bruxelles et sont adossées à l'arrière de l'Hôtel de Ville.
Elles ont été érigées au XIVe siècle, en même temps que le bâtiment de l'hôtel de ville.